# Kranten in Brugge
Dit artikel biedt een overzicht van de kranten in Brugge van de zeventiende tot de eenentwintigste eeuw.

## Geschiedenis

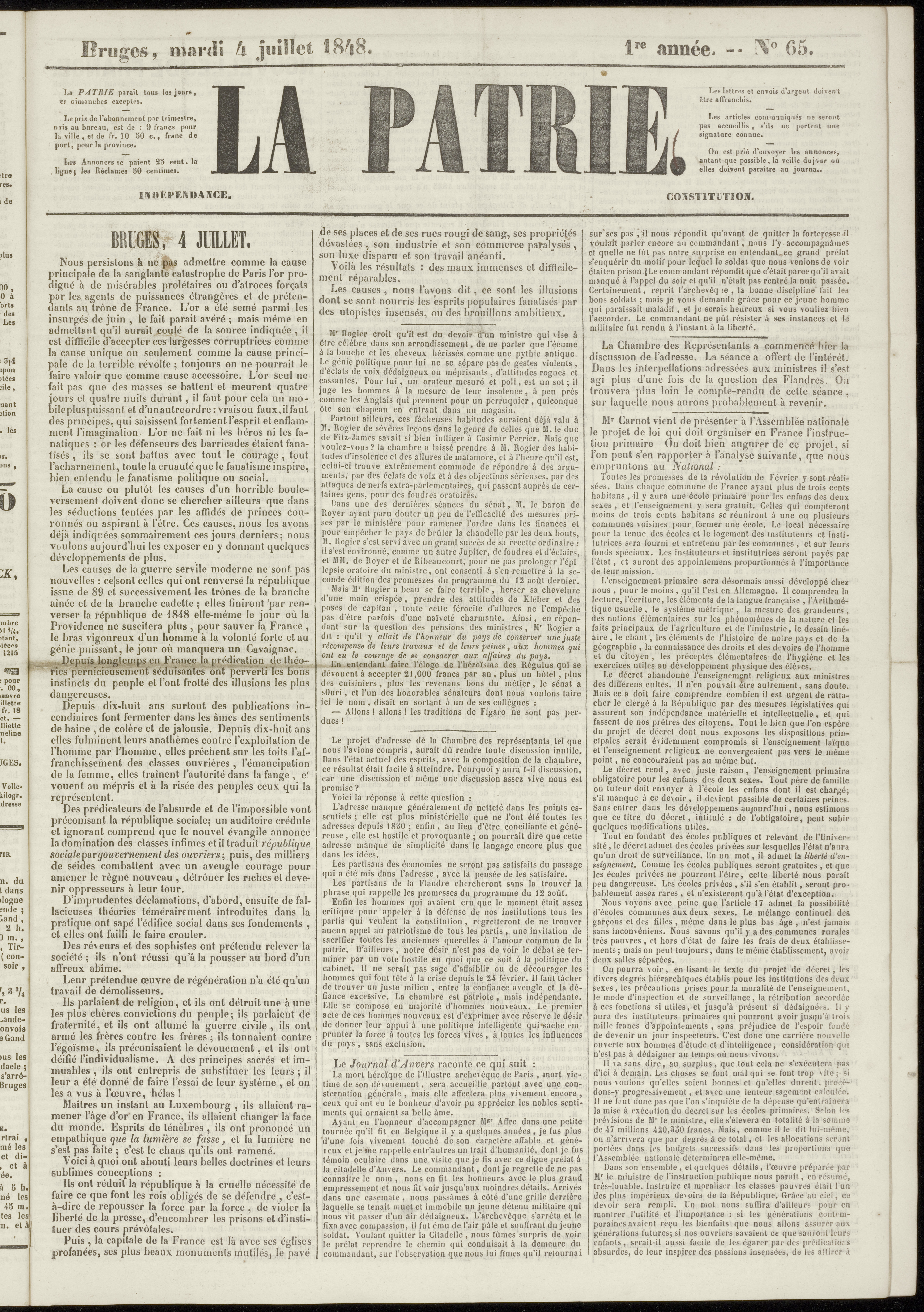
Voorpagina van de La Patrie van 4 juli 1848. Krant bewaard in en gedigitaliseerd door de Openbare Bibliotheek Brugge.

Voor de studies die dr. prof. Romain Van Eenoo aan de Brugse pers wijdde, was men er zich weinig van bewust dat zoveel persorganen in Brugge hadden bestaan. Vele daarvan waren efemere publicaties geweest, maar enkele weekbladen en een paar dagbladen kenden een heel lange levensduur. Dit gold zowel voor Nederlandstalige als voor Franstalige kranten.
De op de politieke activiteiten gerichte kranten, emanaties van de katholieke en de liberale partijen in de negentiende eeuw, waarbij zich nog andere voegden in de twintigste eeuw, hadden een belangrijke invloed op de meningsvorming van de kiezers en van de publieke opinie. Enkele onder hen, voornamelijk La Patrie en Journal de Bruges kregen zelfs nationaal weerklank en werden vaak door de Brusselse kranten, in hun overzichten, geciteerd.
Enkele kranten bleven het uithouden tot soms ver in de twintigste eeuw, terwijl daarnaast ook nieuwe organen tot stand kwamen. Hierna volgt een zo getrouw mogelijk overzicht van deze publicaties.
In de inventaris hierna is niet opgenomen:
- de uitsluitend op beroepsactiviteiten gerichte publicaties (slagers, bakkers, pasteibakkers, landbouwers, hofbouwers, kleermakers, kruideniers, maalderijen, handelsreizigers, schrijnwerkers, enz);
- de meeste (meestal efemere) advertentiebladen en de notariële aankondigingen.

## Inventaris

### Zeventiende eeuw
- Nieuwe Tijdinghen uyt verscheydene gewesten, het eerste Brugs nieuwsblad in de eerste helft van de zeventiende eeuw (1637-1645).

### Achttiende eeuw
- De Rapsodisten (1784-1785), een spectatoriaal blad uitgegeven door de Nederlander Bernardus Detert.

### Negentiende tot eenentwintigste eeuw

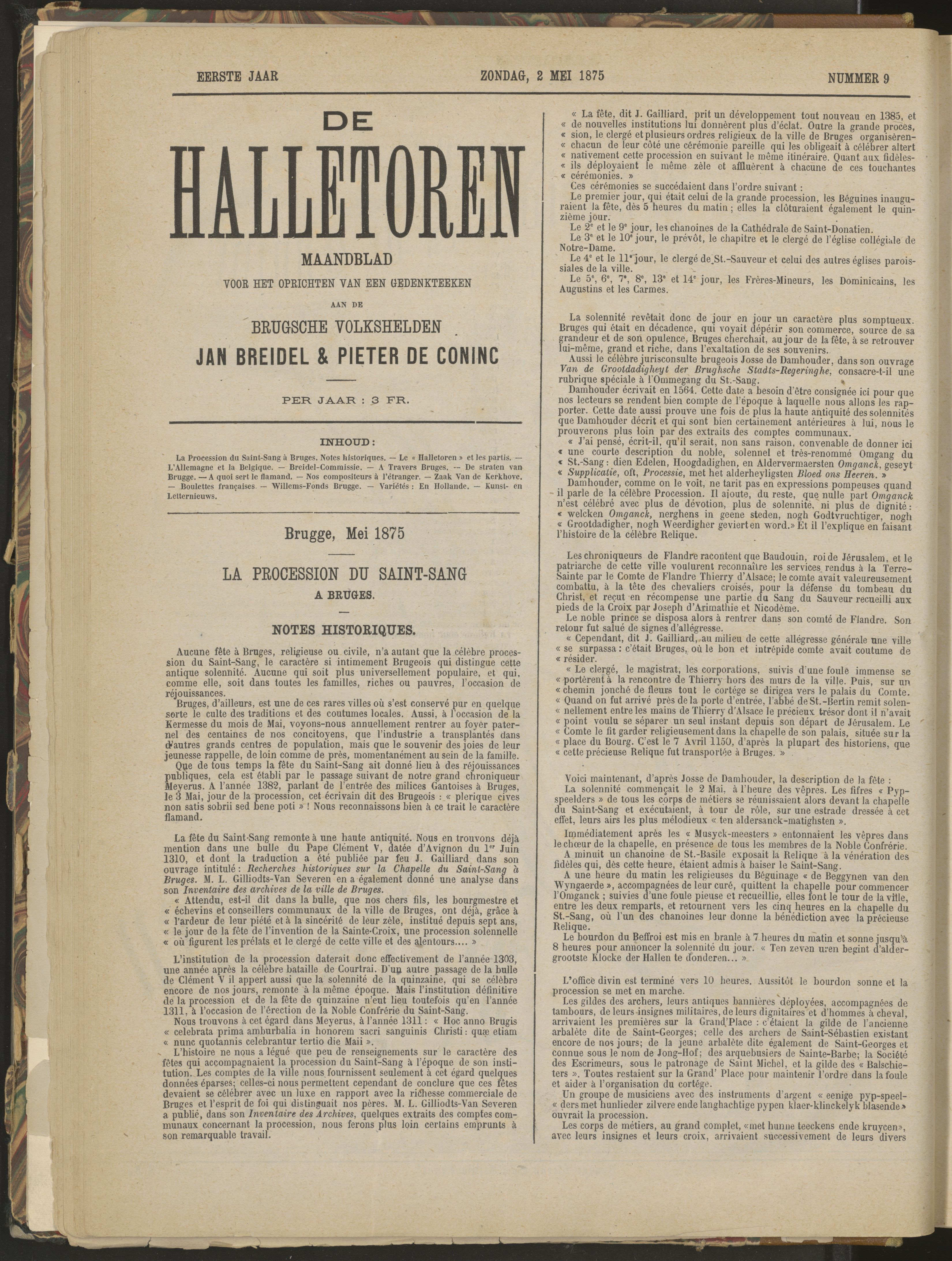
Voorpagina van de Halletoren van 2 mei 1875. Krant bewaard in en gedigitaliseerd door Openbare Bibliotheek Brugge.

- Voorpagina van de Halletoren van 2 mei 1875. Krant bewaard in en gedigitaliseerd door Openbare Bibliotheek Brugge.[2]Aankondigingsblad, advertentieblad (1895-1908).
- Het Belfort, katholiek, met onder de redacteurs Piet Monballyu, de priesters Pieter Ghyssaert en Maurits Duyvewaert.
- Belgenland (1918), neutraal blad.
- Berichtenblad van Brugge (1901-1913), apolitiek, eerder katholiek, uitgever Hendrik De Zeine.
- De Bombardon (2002), satirisch blad.
- Brugge aan Zee (1905-1906), uitgegeven door de Bond der Brugse Handelsstudenten.
- Brugge-Zeehaven (1880-1885), uitgegeven door de Kring Brugge Zeehaven.
- Brugsch Dagblad (1918), efemeer christendemocratisch blad.
- Brugsche Courant (1828), een efemeer krantje.
- Brugsche Courant - Woensdagblad (1930-1957), een neutraal volks halfwekelijks blad uitgegeven door Jozef en Raymond Beke.
- De Brugsche Beiaard (1881-1913), neutraal en vanaf 1885 Vlaamsgezind liberaal blad, met als hoofdredacteurs Julius Sabbe en Maurits Sabbe.
- De Brugsche Eendracht (1919), efemeer patriottisch weekblad.
- De Brugse Zeg (ca. 1965-1980), orgaan van de Brugse afdeling van de Christelijke Volkspartij.Voorpagina van 't Jaer 30 van 14 juli 1864. Krant bewaard in en gedigitaliseerd door Openbare Bibliotheek Brugge.[3]

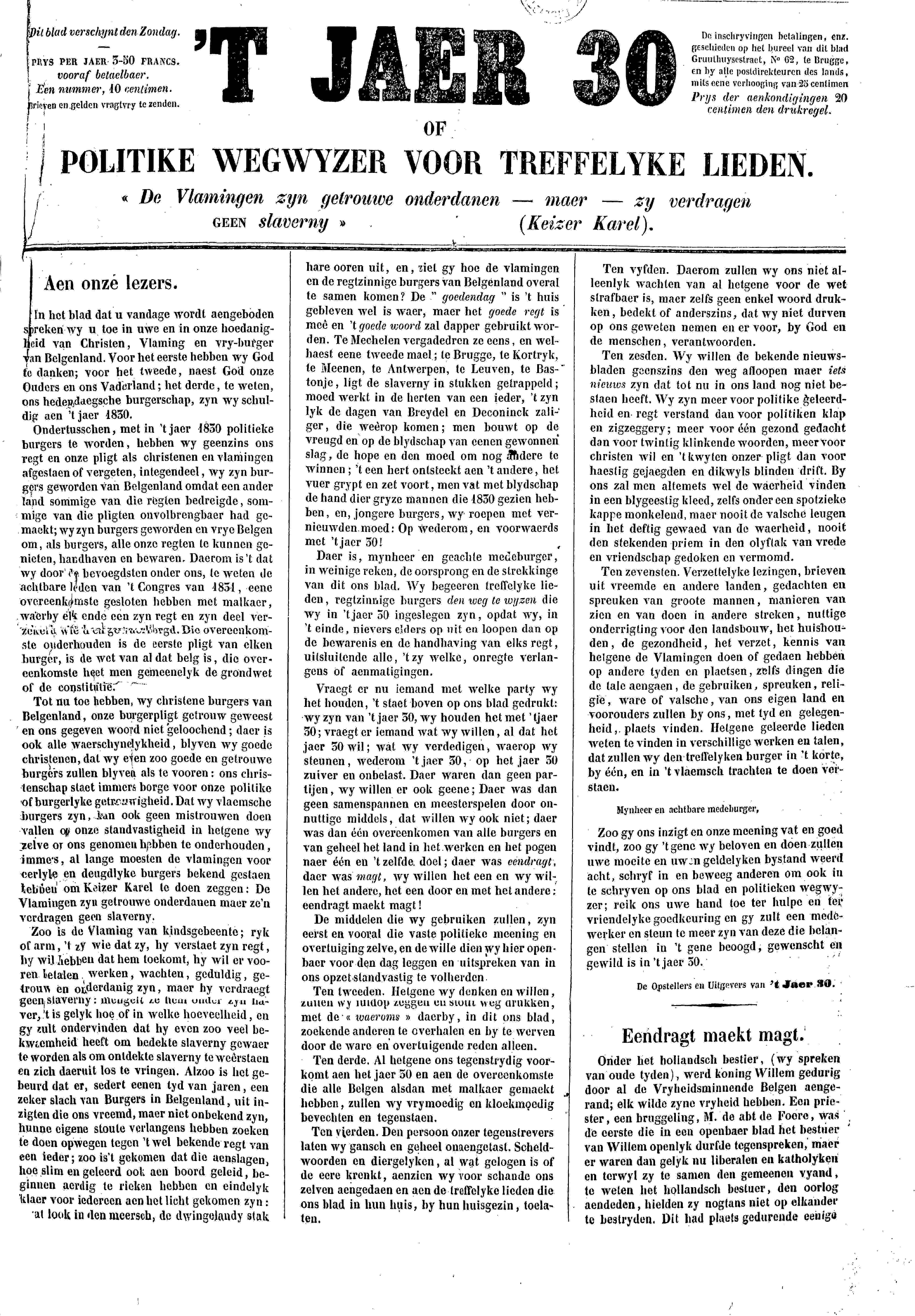
Voorpagina van 't Jaer 30 van 14 juli 1864. Krant bewaard in en gedigitaliseerd door Openbare Bibliotheek Brugge.

- De Kleine Burger (1911-1913), uitgaande van de Provinciale Kristen Burgersbond.
- t Brugsche Volk (1911-1914), volks blad, katholiek en conservatief, uitgegeven door Gustave Stock, voortzetting van Het Brugsche Vrije.
- Het Brugsche Volk (1918-1922), orgaan van de Katholieke Werkliedenbond.
- Het Brugsche Vrije (1893-1911), katholiek blad, voortzetting van Katholieke Voorwacht, bestemd voor de landbouwgemeenten, achtereenvolgens uitgegeven door Joris De Haene, Edouard Neut en Gustave Stock.
- Het Brugsche Vrije (1930-1934), orgaan van de Katholieke Burgersgilde.
- Het Brugsche Vrije (1848-1853), radicaal-liberaal en Vlaamsgezind, uitgegeven door de voormalige priester Benoît Beeckman.
- Brugsch Handelsblad (1906 tot heden), neutraal, het blad van de familie Herreboudt.
- Burgerwelzijn (1850-1968), katholiek, het blad van de familie Fockenier.
- Het Centenblad (1901-1902), efemeer blad van liberaal-conservatieve strekking.
- Christen Vlaanderen (1904-1912), blad van religieuze en zedelijke aard, gesticht en geleid door E. De Visschere.
- De Franschman (1902-1904), katholiek blad uitgegeven door Gustave Stock, bestemd voor de Vlamingen die als seizoenarbeider in Frankrijk gingen werken.
- Gazette van Brugge (1792-1919), neutraal blad onder de stichter Joseph Bogaert en zijn zoon Jan-Frans Bogaert, neutraal en weldra katholiek blad onder de Herreboudts en onder Gustave Stock.
- Gildeblad der ambachten van Brugge (1890-1914), het blad van de christendemocratische beweging in Brugge.
- De Goedendag (1891-1892, uitgegeven door het Vlaamsch-Vrijzinnig Studentenverbond.
- De Halletoren (1874-1881), maandblad voor kunsten en letteren, met o.m. Julius Sabbe als hoofdredacteur.
- Help u zelf, zoo helpt u God! (1887-1888), liberaal en Vlaamsgezind.
- De Hoop van Brugge (1846-1848), radicaal anarchistisch blad.
- 't Jaer 30 (1864-1870), katholiek politiek blad met Guido Gezelle als hoofdredacteur.
- 't Jaer 70 (1870-1873), katholiek politiek blad met Guido Gezelle als hoofdredacteur.
- De Katholieke Zondag, (1854-1875), katholiek blad uitgegeven door priester A. Van Becelaere.
- De Klauwaert (1887-1900), in Antwerpen gedrukt maar uitgaande van de Brugse vereniging De Vrije Vlamingen.
- De Klok van Overzee (1914), katholiek apolitiek blad, bestemd voor nieuws van naar de Verenigde Staten uitgeweken streekgenoten.
- De Knodse (1888-1900), katholiek studentenblad.
- De Kruisbanier (1900 - ca. 1905), katholiek apolitiek blad.
- De Landman (1863-1914), katholiek apolitiek weekblad van de landbouwcomicen in Brugge en West-Vlaanderen, gesteund door de lokale adel.
- Nieuwe Gazette van Brugge (1814-1829), katholiek blad uitgegeven door Pieter De Vliegher, met Felix De Pachtere als redacteur.
- 't Noorden van Brugge (1872-1889), katholiek, gericht op de landbouwbevolking.
- Noord en Zuid (1904-1914), een uitgave door de liberale kiesvereniging.
- De Nijverheid (1846-1848), unionistisch en stilaan liberaal blad, gedragen door J. A. De Jonghe.
- Onthoudersblad van West-Vlaanderen (1892-1911), katholiek, tegen drankmisbruik, uitgaande van de Gilde der Ambachten.
- Peper en Zout (1868), democratisch, Vlaamsgezind, socialistisch. Toen het verdween meldde het Gentse blad Vooruit zich aan met Brugs nieuws.
- Pierlala (1931-1933), satirisch weekblad.
- Pro Patria(1919), orgaan van de Nationale Liga voor het arrondissement Brugge.
- Het Recht (1893-1910), blad van de christendemocraten van de priesters Daens en Florimond Fonteyne. Als Bruggelingen werkten er aan mee: Camiel Moeyaert en Bernard Minnebo.
- Het Recht (1869-1876), liberaal, Vlaamstalige ontdubbeling van Journal de Bruges.
- Reinaert de Vos (1927), satirisch blad.
- De Stad Brugge (1863-1914), katholiek conservatief blad, uitgegeven door Armand Delplace en vanaf 1885 door Emiel Bonte.
- Standaerd van Vlaenderen (1829-1898), katholieke krant, Nederlandstalige ontdubbeling van La Patrie.
- De Stembus (1876-1881), liberaal.
- De Stem uit het Vaderland (1904-1913), katholiek, gericht op de naar Frankrijk uitgeweken arbeiders, voortzetting van De Franschman.
- Vader Cats (1914), katholiek en Vlaamsgezind.
- Vader Cats (1919-1921), strijdblad voor de Frontpartij.
- Het Vaderland (1870-1882), katholiek.
- De Verdediging (1880-1881), liberaal.
- Vlaams Weekblad (1932-1994), socialistisch weekblad
- De Volkseeuw (1909-1921), christendemocratisch blad, spreekbuis van de partij van Daens en Florimond Fonteyne, gedrukt bij Camiel Moeyaert.
- Vooruit (1869), socialistisch, efemere opvolger van Peper en Zout.
- De Vrije Burger (1906-1914 en 1928-1935), orgaan van de Vrije Burgersbond in Brugge.
- 't Vrije Vlaanderen (1912), efemeer blad gesticht door de Liberale Vlaamsche Bond.
- De Vrije Werker (1891-1893), een blad van de Christen Volkspartij in zijn beginfase, hevig antisocialistisch.
- Het Vrije Woord (1898-1914), blad van de Brugse daensisten of fonteinisten.
- De Waarheid (1870), katholiek blad door Frans Van den Berghe, nadat hij eerder socialistisch gerichte bladen uitgaf, Peper en Zout (1869) en Vooruit (1859). Alle drie waren even kortstondig.
- De Ware Volksstem (1872 - ca. 1889), katholiek en Vlaamsgezind, uitgegeven door Modest Delplace.
- Werkerswelzijn (1901-1903 en 1920-1932), orgaan van de Brugse afdeling van de Belgische Werkliedenpartij.
- Werkerswelzijn (1911-1912), socialistisch weekblad.
- De West-Vlaamsche Landbouwer (1888-1914 en 1919-1940), orgaan van de Vrije Eigenaars- en Landbouwersbond.
- De Westvlaming (1863-1889), liberaal en Vlaamsgezind.
- De West-Vlaming (1923-1932), blad van Joris Van Severen.
- Wij in Brugge (ca. 1968 - 1980), orgaan van de Brugse afdeling van de Volksunie.
- Woensdagblad, zie: Brugsche Courant.
- 't Zal (1910-1914), blad van het Van Gheluwes' Genootschap.
- De Zondagbode van het Bisdom van Brugge (1877-1909), met Adolf Duclos als hoofdredacteur, voorloper van het Parochieblad en van Kerk & Leven.